# جورج هنري (عداء سريع)
جورج هنري (بالفرنسية: Georges Henry)‏ هو عداء سريع فرنسي، ولد في 25 أكتوبر 1907، وتوفي في 31 مايو 1981.

## وصلات خارجية
- جورج هنري على موقع أوليمبيديا (الإنجليزية)